# Chaîne de la Bernina
Pour les articles homonymes, voir Bernina.
La chaîne de la Bernina est un massif des Alpes orientales centrales et des Alpes rhétiques. Il s'élève entre l'Italie (Lombardie) et la Suisse (canton des Grisons).
Le Piz Bernina est le point culminant du massif, auquel il donne son nom.

## Toponymie
Le nom de Bernina a été utilisé pour la première fois pour désigner un col ; en 1429, Bondo, une localité suisse du val Bregaglia, achète un alpage appelé Alp da Buond, à Barnynia in valle Minori, tandis que le col de cet alpage qui relie l'Engadine au val Poschiavo prend le nom dérivé de col de la Bernina. Puis c'est Johann Coaz, conquérant du piz Bernina, qui donna au sommet son nom et par extension à son massif.

## Géographie

### Situation

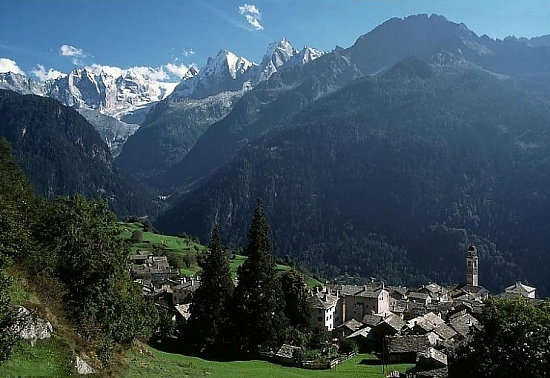
Une partie de la chaîne de la Bernina avec le piz Badile au centre.

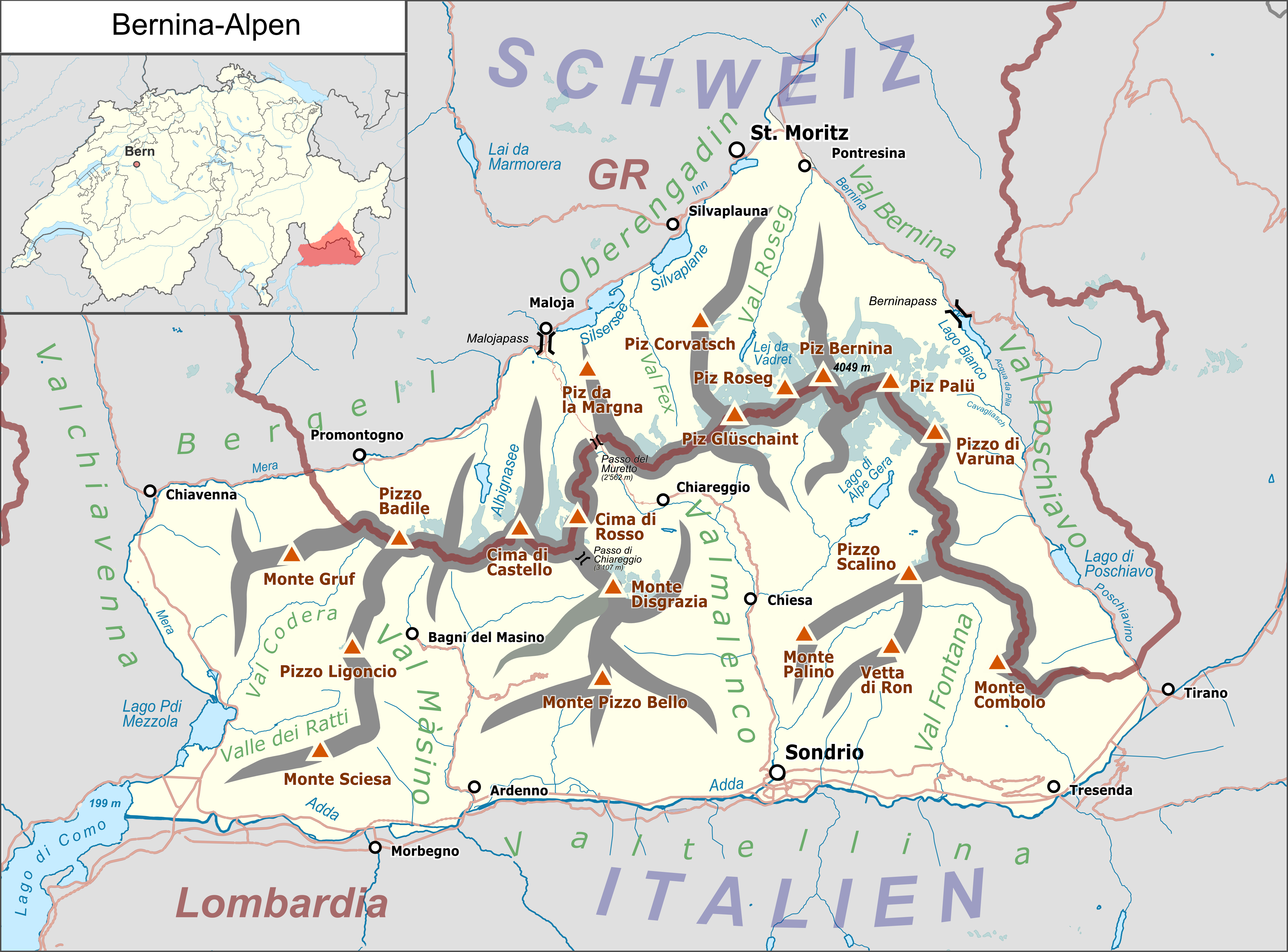
Carte de la chaîne de la Bernina.

Le massif est compris entre la Haute-Engadine au nord et la vallée de l'Adda (Valteline) au sud, en amont du lac de Côme, et est entouré par la chaîne de l'Oberhalbstein et la chaîne de l'Albula au nord, la chaîne de Livigno à l'est (au-delà du col de la Bernina), les Alpes bergamasques au sud et les Alpes lépontines à l'ouest.

### Géologie
La chaîne de la Bernina s'est élevée lors de l'orogenèse alpine. À cet endroit deux plaques tectoniques sont en collision : la plaque eurasienne au nord et la plaque adriatique au sud. La chaîne de la Bernina se trouve au nord de la ligne insubrienne, c'est-à-dire qu'elle est du côté eurasien de la ligne de contact entre les deux plaques tectoniques. Cependant la collision de ces plaques est complexe et a formé des nappes. La plaque eurasienne se sépare en deux (croûte supérieure et croûte inférieure), la plaque adriatique passant entre les deux. Une nappe, telle la chaîne de la Bernina, est un fragment des morceaux de la plaque adriatique que la croûte supérieure de la plaque eurasienne a arraché à celle-ci. La chaîne de la Bernina est donc constituée de roches de la plaque adriatique tout en étant sur la plaque eurasienne.
Les roches constituants le massif sont des roches de la croûte et du manteau de la plaque adriatique. Le massif en général, en particulier le piz Corvatsch et le piz Palü, est composé de granites. La géologie du Quaternaire est caractérisée par les glaciations du Pléistocène qui ont modelé le relief du bassin du val Roseg. Toutefois, les témoins géologiques sont rares ou pauvres pour le Pléistocène inférieur et moyen en raison de l'intense érosion au cours et entre les glaciations récentes.

### Sommets principaux

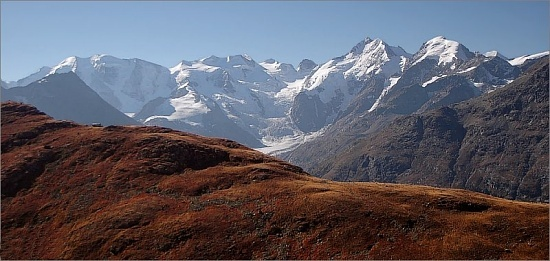
Chaîne de la Bernina depuis le nord-est (Piz Languard, chaîne de Livigno).

- Piz Bernina, 4 048 m
- Piz Zupò, 3 995 m
- Piz Scerscen, 3 970 m
- Piz Argient, 3 942 m
- Piz Roseg, 3 935 m
- Bellavista, 3 920 m
- Piz Palü, 3 899 m
- Crast' Agüzza, 3 870 m
- Piz Morteratsch, 3 751 m
- Monte Disgrazia, 3 678 m
- Piz Cambrena, 3 601 m
- Piz Glüschaint, 3 594 m
- Piz Tschierva, 3 546 m
- Piz Sella, 3 506 m
- Piz Dschimels, 3 501 m
- Piz Varuna, 3 454 m
- Piz Corvatsch, 3 451 m
- Piz Tremoggia, 3 440 m
- Monte Pioda, 3 431 m
- Pizzo Badile, 3 308 m

### Principaux glaciers

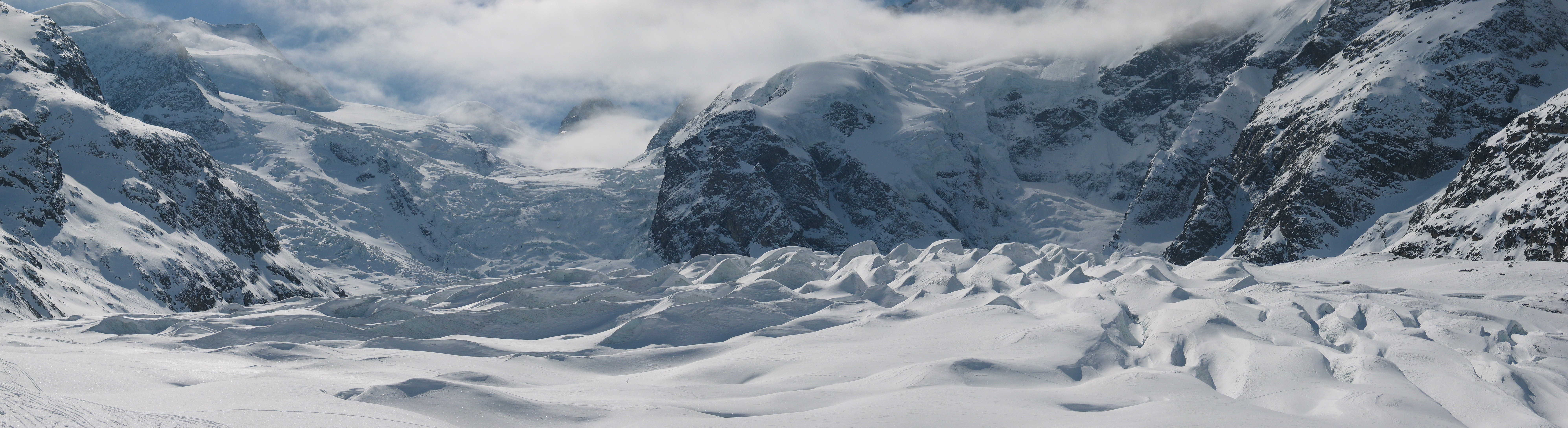
Vue panoramique du glacier Morteratsch.

Le massif, de par son altitude élevée, comporte d'importants glaciers. Celui de Morteratsch est le plus volumineux et le troisième plus large des Alpes occidentales. Il se situe sur le versant nord des crêtes comprises entre le piz Bernina et le piz Palü, en passant par le piz Zupò. Depuis le piz Argient jusqu'au front du glacier, il mesure sept kilomètres, pour un dénivelé de 2 000 m.
Liste des principaux glaciers :
- glacier Morteratsch ;
- glacier Pers ;
- glacier Tschierva ;
- glacier Palü ;
- glacier Sella ;
- glacier Roseg ;
- glacier Tremogia ;
- glacier Corvatsch ;
- glacier Forno ;
- glacier Fedoz ;
- glacier Scerscen Superieur ;
- glacier Scerscen Inferieur ;
- glacier Fellaria.

### Principaux cols

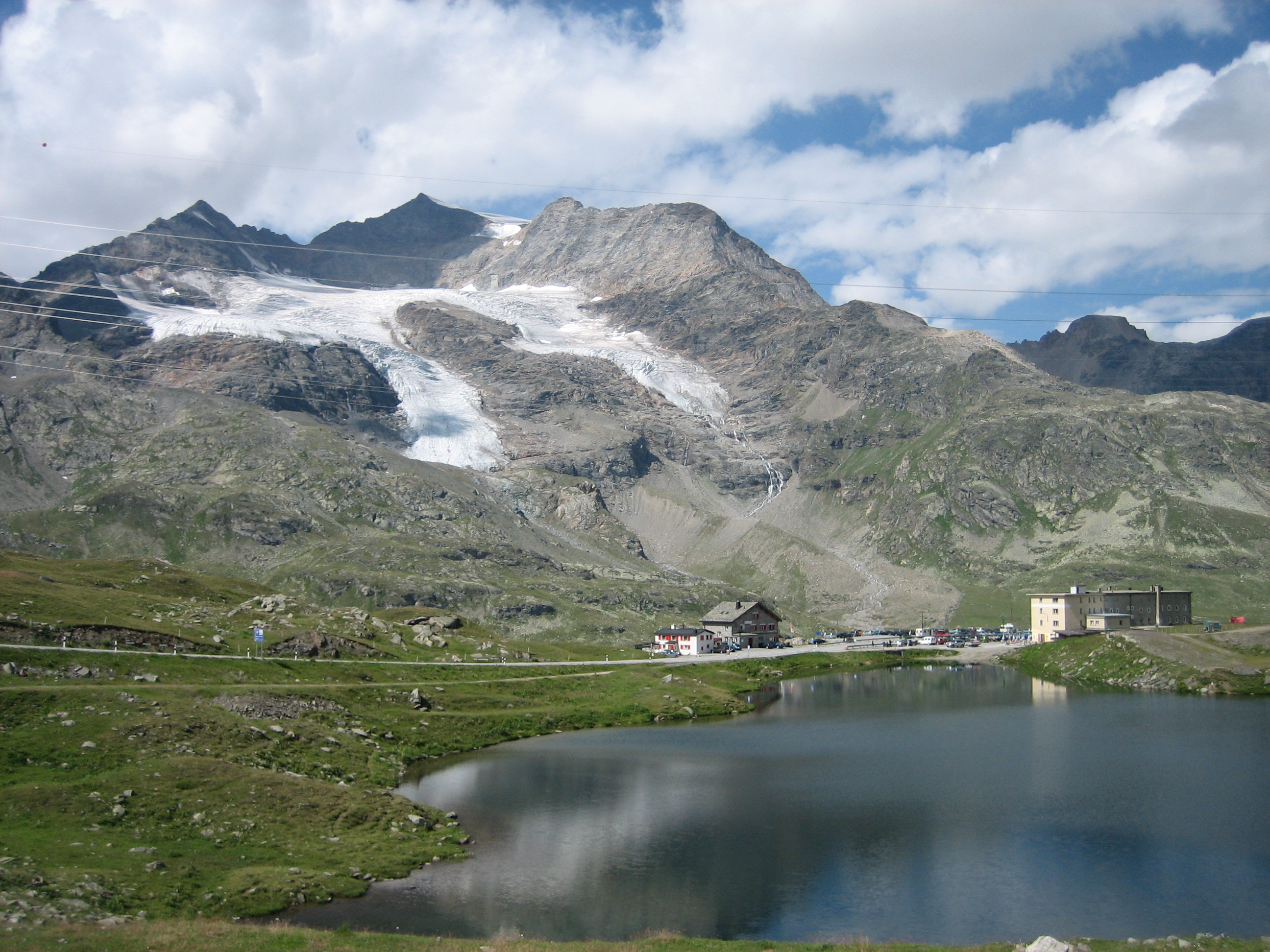
Col de la Bernina.

- Fuorcla Bellavista, 3 684 m
- Fuorcla Crast' Agüzza, 3 601 m
- Fuorcla Tschierva, 3 527 m
- Fuorcla Sella, 3 304 m
- Passo di Bondo, 3 117 m
- Passo di Castello, 3 100 m
- Passo Tremoggia, 3 021 m
- Passo di Mello, 2 991 m
- Col de la Diavolezza, 2 958 m
- Passo di Zocca, 2 743 m
- Muretto pass, 2 557 m
- Col de la Bernina, 2 328 m
- Col de la Maloja, 1 815 m

### Climat
Le climat est l'un des plus froids et rigoureux de Suisse. La température descend parfois en dessous de -35 degrés en hiver, en vallée.

## Histoire
En 1429, Bondo, une commune suisse du val Bregaglia, achète un alpage à Barnynia in valle Minori, qui est appelé alp da Buond, tandis que le col de cet alpage prend le nom du col de la Bernina.

## Activités

### Alpinisme
La construction et l'amélioration de nombreux refuges a fait que l'alpinisme dans cette région a fortement augmenté. La chaîne de la Bernina est particulièrement intéressante car elle offre de nombreuses courses de neige de tout niveau. Par exemple la célèbre Biancograt (arête nord du piz Bernina), la traversée des sommets du piz Palü ou la face nord-est du piz Roseg. Avec le glacier Morteratsch, qui est très crevassé, les alpinistes peuvent s’entraîner en milieu glaciaire et obtenir ainsi une plus grande aisance sur ce terrain ou améliorer leur performance en escalade glaciaire. En effet le massif de la Bernina a beaucoup plus de courses de glace ou mixte que d'escalade purement rocheuse en raison de l'instabilité des parois.

### Tourisme
Le train Bernina Express relie Saint-Moritz au val Poschiavo et passe par le col de la Bernina avec une vue panoramique de la chaîne de la Bernina dans son ensemble.

### Stations de sports d'hiver

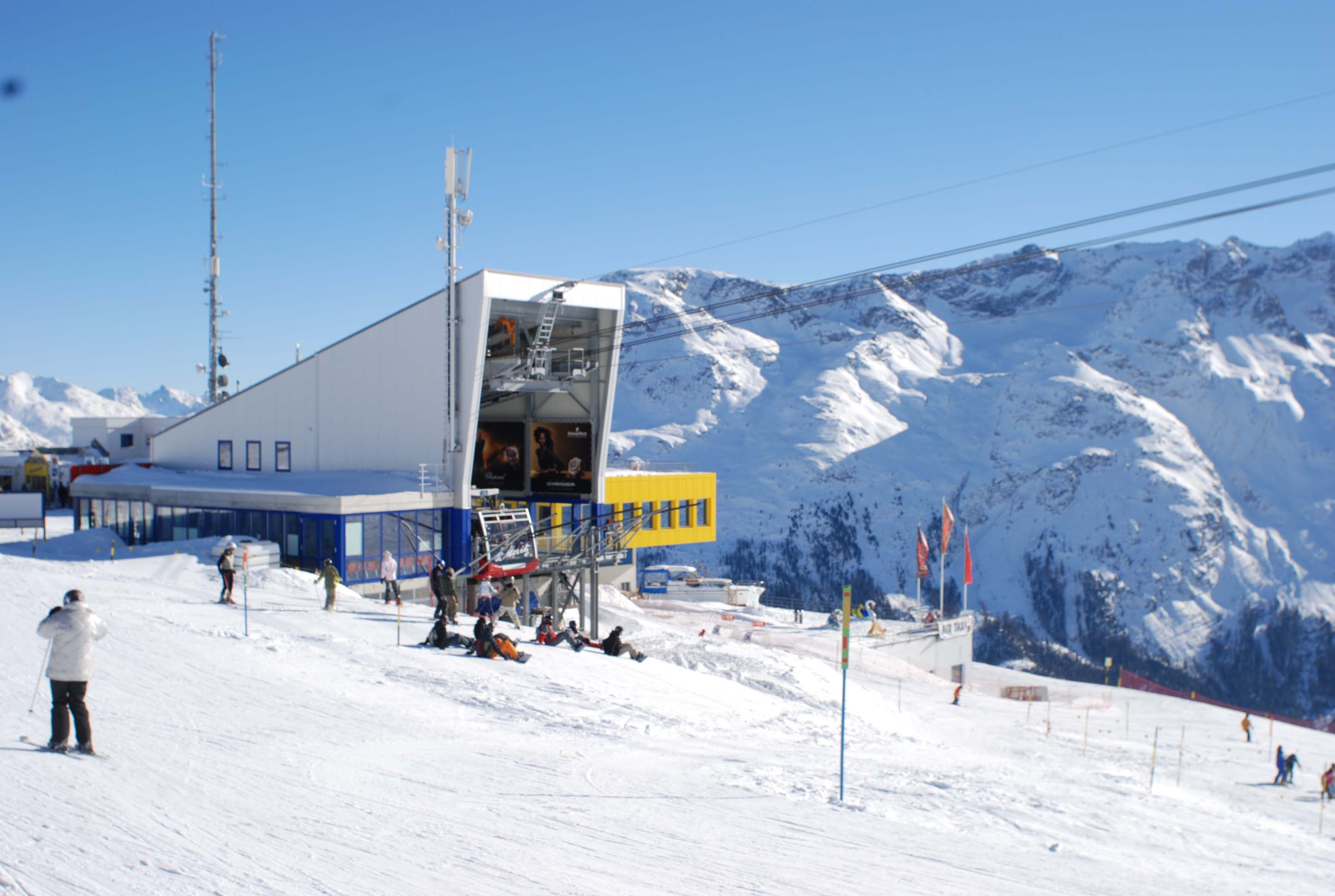
Station de ski à Corviglia.

- Caspoggio
- Chiesa in Valmalenco
- Lanzada
- Novate Mezzola
- Pontresina
- Sils im Engadin/Segl
- Silvaplana
- Teglio
- Vicosoprano

### Protection environnementale
Une partie de la chaîne de la Bernina fait partie d'un district franc fédéral. Un tel district, au nombre de 41 en Suisse, a pour but « la protection et la conservation des mammifères et oiseaux sauvages rares et menacés ainsi que la protection et la conservation de leurs biotopes ». Le district franc fédéral concerne la région du piz Bernina, il est intitulé « Bernina-Albris » et s'étend vers du nord au sud entre la vallée de l'Ova da Roseg et le glacier Morteratsch.